# Climeniperaeus truncoideus
Climeniperaeus truncoideus är en kräftdjursart som först beskrevs av Fenner A. Chace och A. J. Bruce 1993.  Climeniperaeus truncoideus ingår i släktet Climeniperaeus och familjen Palaemonidae. Inga underarter finns listade i Catalogue of Life.